# Gothia Cup

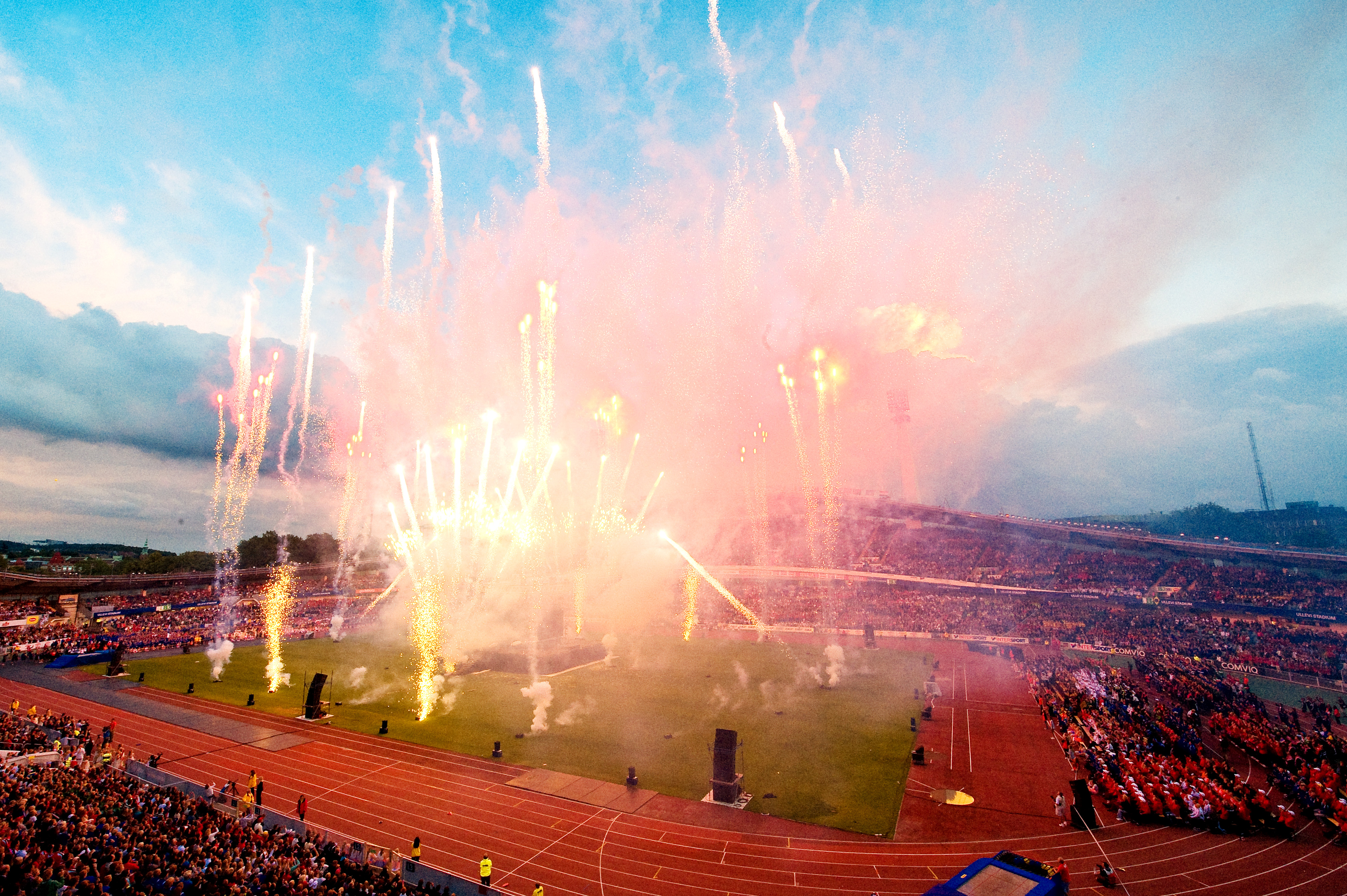
Церемония открытия Gothia Cup в 2011 году

Gothia Cup — самый крупный международный футбольный кубок, чемпионат мира по футболу среди юниоров (англ. The World Youth Cup). Проводится с 1975 года ежегодно в Швеции. Главным отличием от Кубка мира ФИФА является отсутствие национальных сборных — в турнире принимают участие клубы из разных стран, которые делятся по возрасту. Чемпионат поддерживается ЮНИСЕФом.

## Общие сведения
В Gothia Cup принимают участие мальчики и девочки в возрасте от 11 до 19 лет. Это крупнейший в мире футбольный турнир по числу участников: в 2011 году в нём приняли участие в общей сложности 35 200 игроков из 1567 команд и 72 стран. Последние два года проведения турнира(2013 и 2014 год)в категории B11(мальчики в возрасте 11 лет)побеждали команды из Прибалтики. В 2013 году победила команда Super Nova(Латвия), а в 2014 году Кубок Gothia уехал в Эстонию вместе с командой Tjk Legion Estonia, которая в свою очередь, в финале обыграл шведов со счётом 4-2. Церемония открытия и финалы проходят на стадионе Уллеви со вместимостью 43 000 человек, принимавшем Чемпионат мира по футболу 1958.В 2014 году этому турниру исполнилось 40 лет.